# Rick Warren

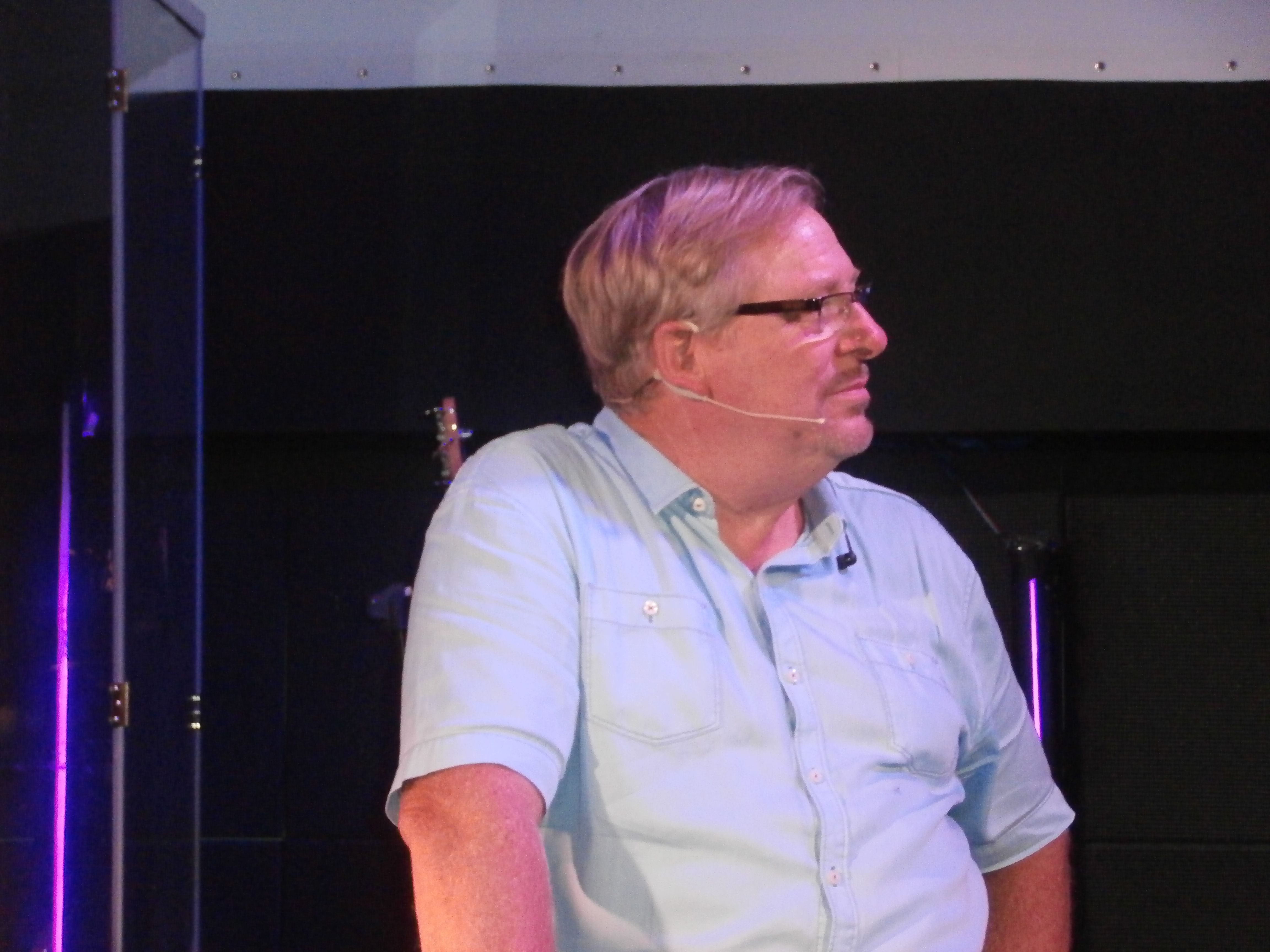
Pastor Rick Warren, Buenos Aires, 2016

Richard Duane „Rick“ Warren (* 28. Januar 1954 in San José, Kalifornien) ist ein US-amerikanischer baptistischer Pastor und Bestsellerautor christlicher Bücher. Sein Buch Leben mit Vision (englischer Originaltitel: The Purpose Driven Life), das 2002 erstmals erschienen war, wurde in 137 Sprachen übersetzt und weltweit etwa 50 Millionen Mal verkauft (Stand 2021).
Rick Warren war 1980 Gründer und bis 2022 Seniorpastor der baptistischen Megachurch Saddleback Church in Lake Forest, Kalifornien. Er hat seine Ausbildung an baptistischen Institutionen in den USA genossen. Die von ihm gegründete Gemeinde (Saddleback Church) ist eine Baptistengemeinde und gehörte bis im Februar 2023 der Southern Baptist Convention (SBC) an, danach wurde sie wegen unerlaubter Ordination von Pastorinnen in den Jahren 2021 und 2022 ausgeschlossen.

## Leben und Wirken

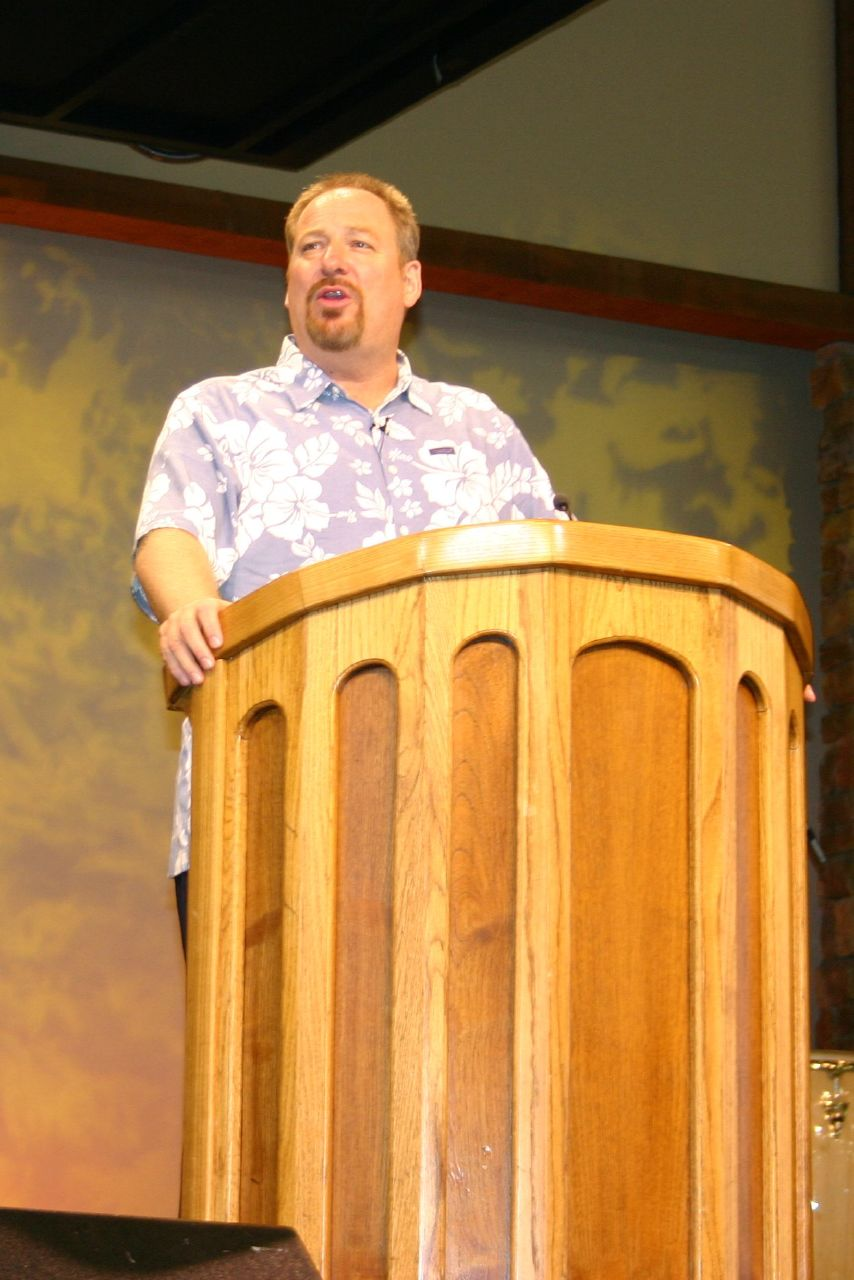
Pastor Rick Warren

Warren wurde am 28. Januar 1954 in San Jose als Sohn von Jimmy und Dot Warren geboren. Seine Vorfahren war Pastoren, sein Vater Prediger einer Baptistengemeinde und seine Mutter Bibliothekarin. Von ihnen lernte er vor allem Großzügigkeit, Freigiebigkeit und Gastfreundschaft.
Nach seinem High-School-Abschluss studierte er Theologie und erwarb einen Bachelor of Arts an der California Baptist University in Riverside sowie 1979 einen Master of Divinity am Southwestern Baptist Theological Seminary in Fort Worth. Später promovierte er noch am Fuller Theological Seminary in Pasadena (Kalifornien). Darüber hinaus wurden ihm mehrere Ehrendoktorwürden verliehen.
In seinem letzten Studienjahr in Texas erhielt Warren das Angebot eine 5000 Personen umfassende baptistische Kirchgemeinde zu übernehmen. Er bevorzugte es aber, nach Los Angeles zu ziehen und dort eine neue Gemeinde aufzubauen. Am 30. März 1980 gründete er die „Saddleback Church“ im Stadtteil Lake Forest, der er bis im August 2022 vorstand. Er hat dort in den gut 22 Jahren seines Dienstes ungefähr 6500 Predigten gehalten. Beim ersten Treffen im März waren 50 Personen anwesend, beim ersten Gottesdienst an Ostern 1980 fanden sich 205 Teilnehmer ein. Im Jahr 2021 besuchten wöchentlich rund 30.000 Gottesdienstbesucher die 19 Niederlassungen in Südkalifornien. Weitere Ableger der Gemeinde befinden sich in Berlin, Hongkong, Buenos Aires und Manila, weltweit sind es um die 200 Satellitenkirchen und elf Ausbildungsstätten.
Am 20. Januar 2009 sprach Rick Warren bei der Amtseinführung von Barack Obama ein Fürbittegebet.
Gut ein Jahr vor seinem Rücktritt ordinierte er im Frühjahr 2021 drei Frauen zu Pastorinnen, was in der Southern Baptist Convention (SBC) nicht vorgesehen und erlaubt ist. Dies führte zu heftigen Auseinandersetzungen in der Baptistenvereinigung und unter Amerikas Evangelikalen.
Nach über 42 Jahren beendete er im August 2022 seinen Pastorendienst in der Saddleback Church aus gesundheitlichen Gründen. Bei ihm wurde eine spezielle Form der spinalen Myoklonie diagnostiziert. Sein Nachfolger ist Pastor Andy Wood, dessen Ehefrau Stacie wurde zudem als Lehrpastorin berufen.

### Familie und Privates
Warren ist verheiratet mit Kay, sie haben drei erwachsene Kinder (Amy, Josh und Matthew) sowie zwei Enkelkinder. Am 5. April 2013 nahm sich sein Sohn Matthew das Leben, der schon länger an starken Depressionen gelitten hatte. Dieser Suizid beeinflusste auch Rick und Kay Warrens Sichtweise, Dienst und Verkündigung maßgeblich und führte auch zu neuen Diensten, die sich dem Thema der psychischen Krankheit und Gesundheit annahmen.
Warrens Privatvermögen wurde im Jahr 2019 auf 25 Mio. USD geschätzt. Es stammt mehrheitlich aus dem ertragreichen Verkauf seines Bestsellers Leben mit Vision, wovon er 90 % weitergibt und nur 10 % für eigene Zwecke braucht und in Ersparnisse anlegt. Er gab zudem bekannt, von der Saddleback Church seit dem Jahr 2003 kein Gehalt von 110.000 US-Dollars pro Jahr mehr zu beziehen, zudem zahlte er die bereits erhaltenen Saläre zurück. Er pflegt auch privat einen einfachen Lebensstil ohne Statussymbole.

## Das BuchThe Purpose Driven Life
Warren ist durch sein Buch The Purpose Driven Life (deutsch: Leben mit Vision) international bekannt geworden, das im Jahr 2002 erstmals aufgelegt wurde. Auf der Bestsellerliste der New York Times führte es über zwei Jahre die Sektion für gebundene Ratgeber an. Warren beschreibt darin fünf biblische Prinzipien, die für ein zielorientiertes und sinnerfülltes Leben notwendig sind:
- Anbetung stellt Gott in den Mittelpunkt unseres Lebens.
- Gemeinschaft identifiziert mich mit der Gemeinde Gottes.
- Jüngerschaft: die Jesusnachfolge lässt uns wachsen und reifen.
- Dienst: durch Nächstenliebe dienen wir Gott.
- Evangelisation: wir geben Gottes Botschaft an andere Menschen weiter.

Die Bekanntheit des Buches ist unter anderem auf eine Geiselnahme im März 2005 in Atlanta im US-Bundesstaat Georgia zurückzuführen. Die Geisel Ashley Smith las dem Geiselnehmer Brian Nichols kurz vor ihrer Freilassung Passagen aus dem Buch vor.
Die US-Medien spekulierten über die Rolle des Buches bei der Geiselnahme, was die Popularität enorm steigerte und auch dafür sorgte, dass die Buchverkäufe stark anzogen.
Seit 2003 haben mehr als 700 Gemeinden in Deutschland, Österreich und der Schweiz und weltweit etwa 40.000 Gemeinden verschiedener Konfessionen, Ausprägungen und Denominationen an einer Kampagne zum Buch teilgenommen. Dabei lesen die Mitglieder der teilnehmenden Gemeinden täglich einen Teil des Buches und besprechen sie in Kleingruppen und in den Gottesdiensten.

## Kritik
Vereinzelte evangelikal-konservative Stimmen wie Rudolf Ebertshäuser, Wilfried Plock und Warren Smith werfen Warren Pragmatismus, Oberflächlichkeit und Beeinflussung durch New-Age-Gedankengut, zum Teil über seinen angeblichen Mentor Robert Schuller, vor. Das Evangelium von Jesus Christus werde verkürzt, unvollständig und daher verfälscht vermittelt, der Aspekt der Heiligkeit Gottes, der Sünde des Menschen, der Strafe und der Buße kämen zu kurz. Richard Abanes verteidigt Warren gegen New-Age-Vorwürfe.
Säkulare und liberale Kritiker kritisierten Warren wegen seiner konservativen Positionen zu Homosexualität und Abtreibung, die von seinen modernen Methoden und lockeren Formen kaschiert würden.

## Auszeichnungen
2002 würdigte das US-amerikanische Magazin Christianity Today Warren als einflussreichsten Pastor der USA. Das TIME magazine führt ihn unter den „15 World Leaders Who Mattered Most in 2004“ (englisch für: Die 15 weltweit bedeutendsten Anführer) und den „100 Most Influential People in the World“ (2005) (englisch für: 100 einflussreichste Menschen in der Welt). Newsweek nennt ihn als einen von „15 People Who Make America Great“ (englisch für: 15 Menschen, die Amerika groß machen). Das Magazin U.S. News & World Report nannte ihn 2005 einen von „America’s Top 25 Leaders“ (englisch für: Amerikas 25 wichtigste Anführer).

## Werke
- Leben mit Vision. Projektion J, Wiesbaden, 2003, 15. Auflage, ISBN 978-3-89490-480-7.
- Neun – Wege, mit Gott anders zu leben. 2007, ISBN 978-3-86591-152-0.
- Zwölf – Gottes Antworten auf schwierige Lebensfragen. 2007, ISBN 978-3-86591-151-3.
- Kirche mit Vision. 2. Auflage 2010, ISBN 978-3-86591-575-7.
- Gott hat dich unendlich lieb (Illustrationen von Chris Saunders). Gerth Medien, Aßlar 2019, ISBN 978-3-95734-533-2.
- Drei Geschenke für dich. Warum Gott Weihnachten erfand (Übersetzung: Nicole Schenderlein). Gerth Medien, Aßlar 2020, ISBN 978-3-95734-675-9.
- Gottes Traum für dich. Die 6 Phasen deiner geistlichen Entwicklung (Übersetzung: Renate Hübsch), Gerth Medien, Wetzlar 2024, ISBN 978-3-98695-053-8.